# 암피트루오

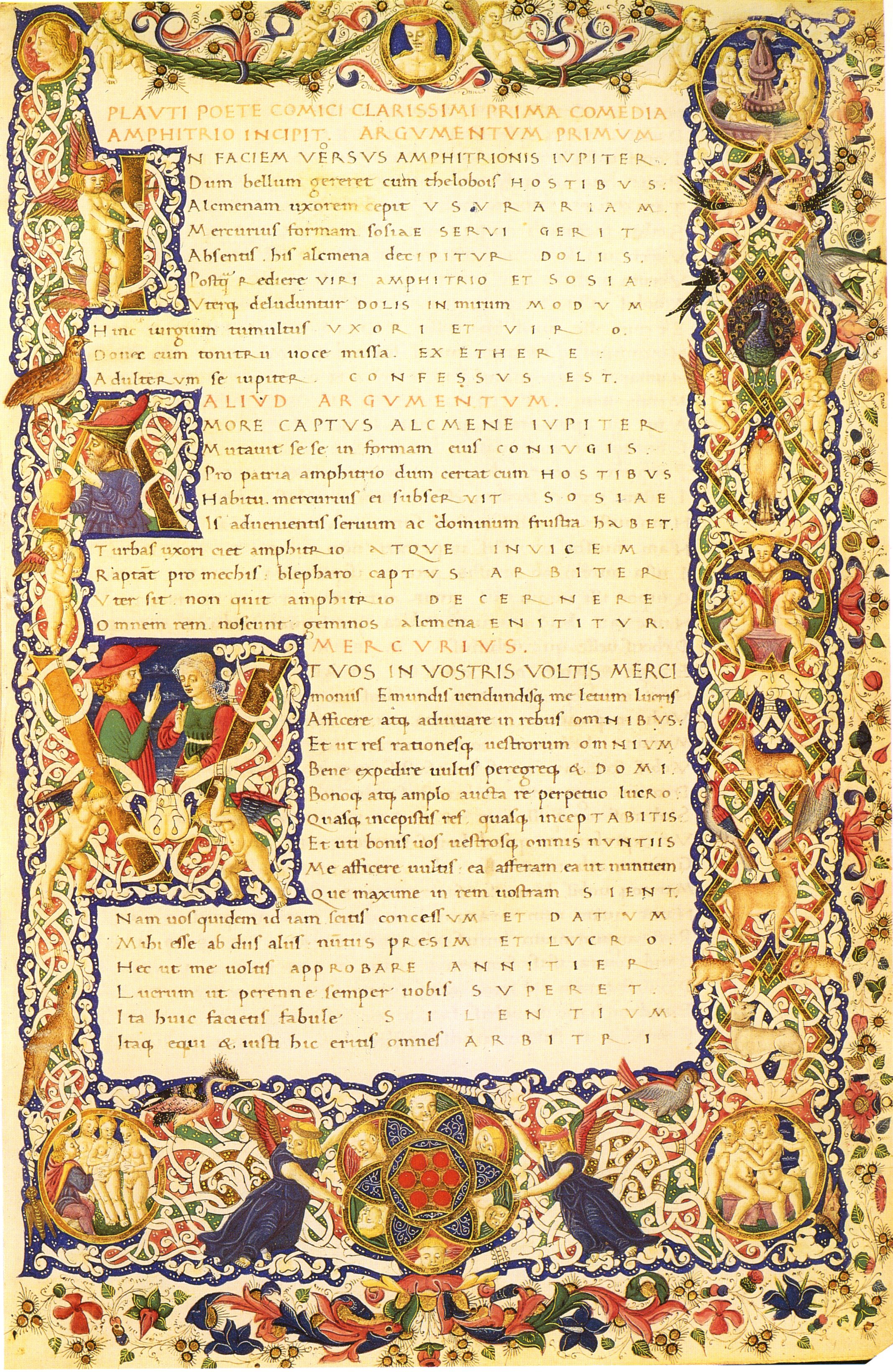

암피트루오(Amphitruo, 기원전 196?)는 플라우투스의 희극 작품이다.
대신(大神) 유피테르는 암피트루오의 아내 아르크메나를 사랑한 나머지 남편의 모습으로 둔갑하여 목적을 이룬다. 영웅 헤라클레스 탄생에 얽힌 신화를 다룬 것으로 비극의 소재인 신화에 바탕을 둔 고대희극으로서는 유일한 현존 작품이다. 그러나 여러 신들과 영웅의 등장이 비극적 파토스(pathos)를 불러 일으킨다고는 하나, 극의 전형적인 인물인 노예의 활약도 커서 전체적 구성은 어디까지나 희극이다.
클라이스트는 몰리에르의 ＜암피트리옹＞을 각색해 이 작품을 썼다. 제우스가 암피트루오과 같은 형상으로 그의 아내 알크메네 앞에 나타나 그녀를 유혹했다는 신화가 모티프다. 알크메네는 테베 시민들 앞에서 전장에서 돌아온 암피트루오과 그의 행세를 하는 또 다른 암피트루오(제우스) 중에서 후자를 진짜로 선언한다. 낙담한 암피트루오 앞에 제우스가 본연의 모습을 드러내고 헤라클레스를 부부에게 맡긴 뒤 올림포스로 돌아간다. 몰리에르는 이 이야기를 통해 태양왕 루이 14세와 그 측근들을 풍자하고 조롱했다. 클라이스트는 원작을 인간 인식의 한계 문제로 접근해 고전 비극으로 바꿔 놓았다. 몰리에르의 소극이 클라이스트 손에서 비극으로 재창조된 것이다.

## 내용
＜암피트루오＞는 클라이스트가 “몰리에르 소극”이라는 부제를 붙여 밝혔듯 몰리에르의 ＜암피트리옹＞에서 직접 영향을 받은 작품이다. 두 작품 모두 헤라클레스 탄생 설화를 모티프로 한다. 암피트루오가 전쟁에 나간 사이 제우스가 암피트루오의 형상으로 암피트루오의 아내 알크메네 앞에 나타난다. 알크메네는 남편으로 위장한 제우스와 동침해 헤라클레스를 낳는다. 진짜 암피트루오와 암피트루오의 형상을 한 제우스, 즉 가짜 암피트루오 중에서 누가 진짜인지를 놓고 극적 갈등이 유발된다. 몰리에르는 막강한 권력으로 인간의 아내를 유혹한 제우스를 태양왕 루이 14세의 애정 편력에, 아내를 뺏기고도 힘센 아들을 얻었다고 기뻐하는 암피트루오를 루이 14세에게 아부하는 측근에 비유했다. 그러고는 암피트루오의 부하 조지아스의 입을 빌려 이들을 풍자하고 조롱하면서 극의 분위기를 희극적으로 끌고 간다.
클라이스트는 같은 소재를 완전히 새로운 차원, 인식의 문제로 바라봤다. 두 암피트루오를 놓고 진위 여부를 가리는 과정에서 인간은 인식의 한계를 드러낸다. 제우스라는 절대적인 존재의 개입으로 암피트루오 자신도 스스로가 진짜임을 확신하지 못하게 된 것이다. 과연 유한한 인간에게 완전한 진실에 다가설 힘이, 진위를 가려 낼 판단 능력이 있을까, 그것은 애초에 불가능한 게 아닐까? 인간이 보고 듣고 만지고 느낀 것을 통해 재구성된 사실을 순전한 진실로 주장할 수 있을까? 몰리에르가 신화적 배경을 통해 프랑스 궁정 사회를 우스꽝스럽게 묘사하는 데 초점을 두었던 반면 클라이스트는 인간 인식의 한계 문제로 원작을 재해석하면서 ＜암피트루오＞는 고전 비극의 형식과 서사를 따르게 된다. ≪마의 산≫을 쓴 독일의 대문호 토마스 만은 한 강의에서 ＜암피트루오＞에 드러난 클라이스트의 이런 재기발랄함에 경의를 표하며 ＜암피트루오＞가 공연된다면 극장이 아무리 멀어도 꼭 보러 가겠다고 언급하기도 했다.